# Salers (queso)

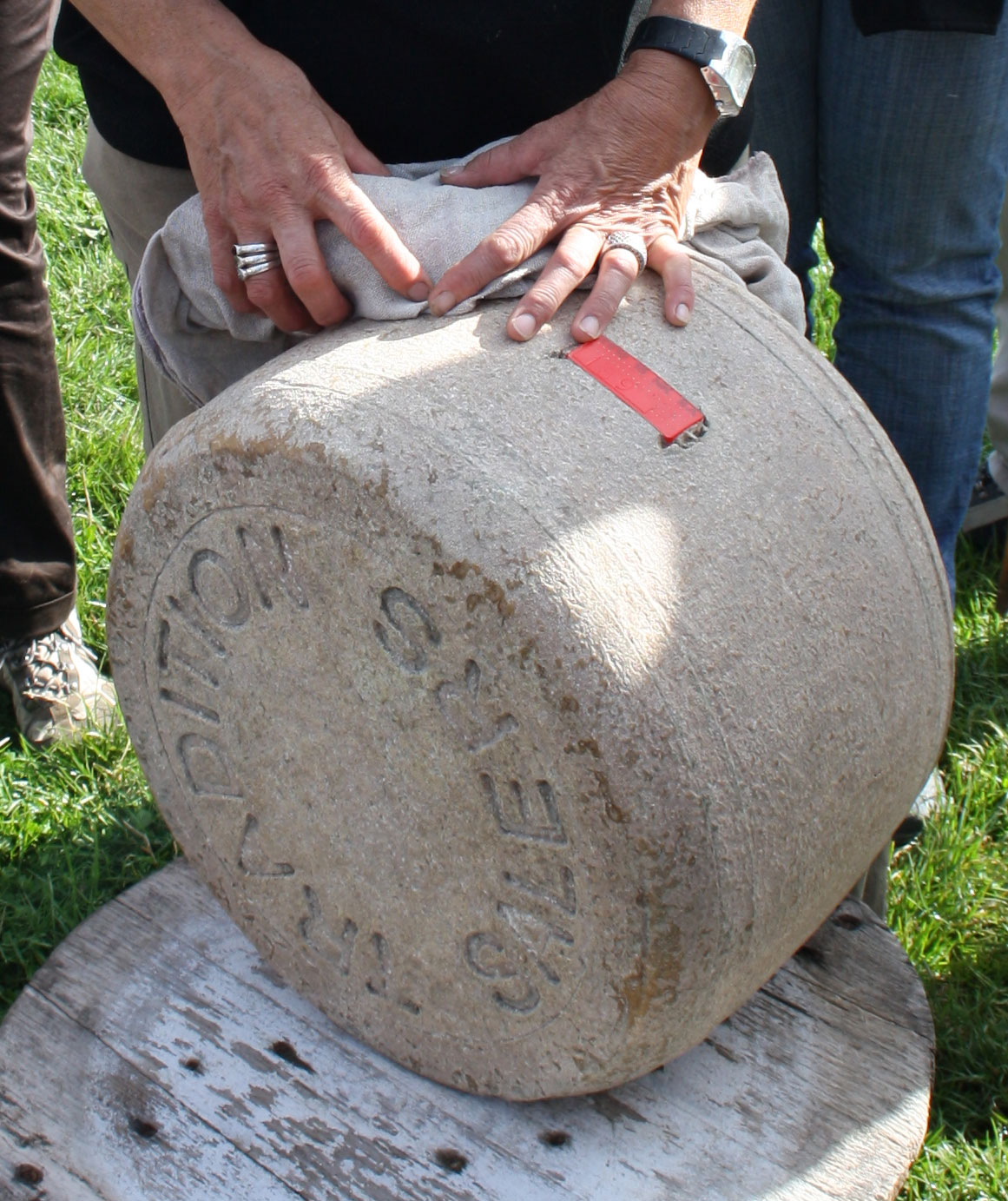
Tradition salers, con la típica marca roja de todos los salers.

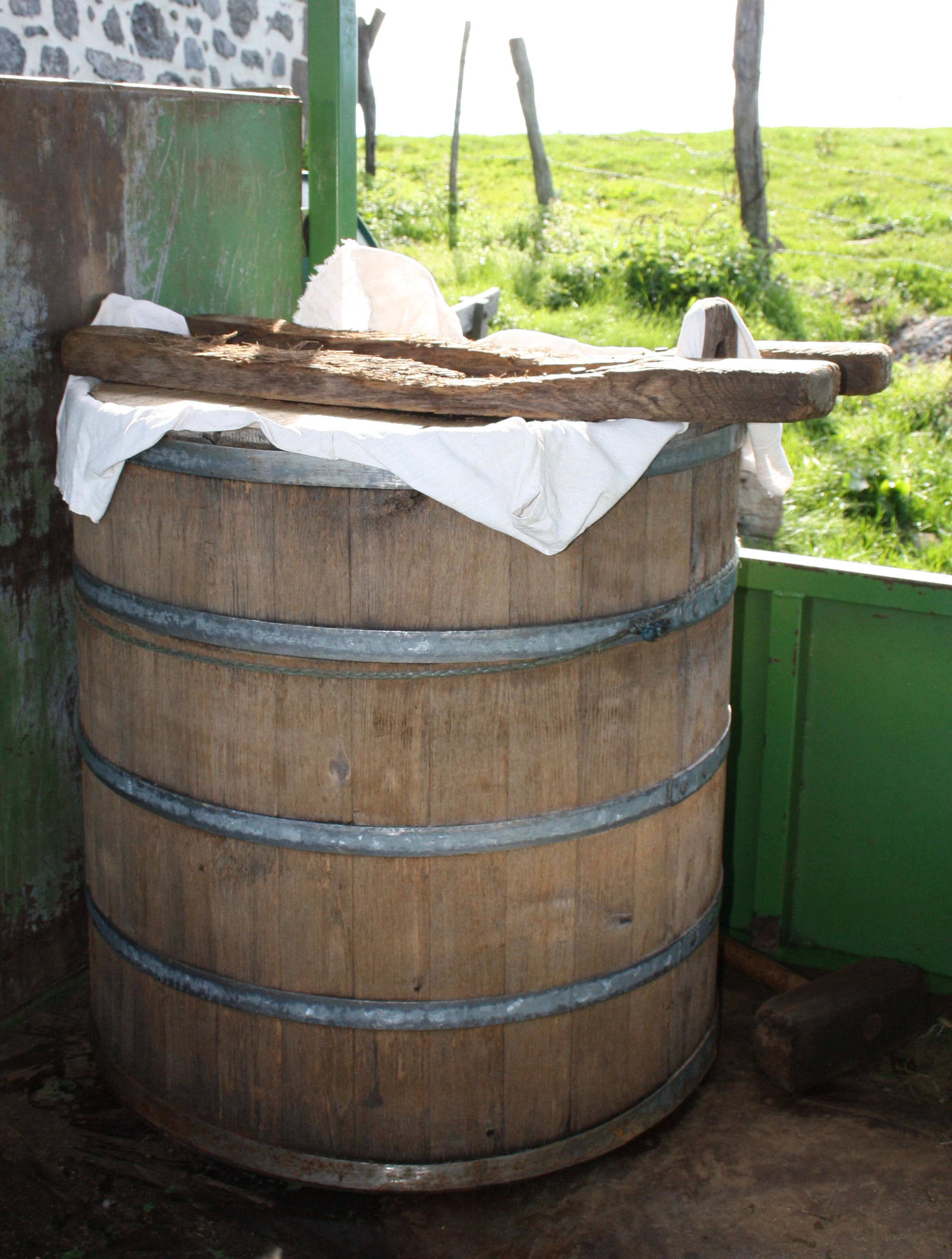
La "gerle", en la que se recoge la leche recién ordeñada.

El salers es un queso francés propio del departamento de Cantal, en la región volcánica de los montes de Auvernia. Tiene certificación AOC desde 1961 y Denominación de Origen Calificada (DOCa) desde 2009.

## Descripción
Es un queso artesanal de Cantal hecho a base de leche de vaca, originalmente de la raza salers (aunque no es obligatorio que lo sea). Se trata de un queso de pasta prensada cruda, en forma de cilindro de 45 cm de diámetro y que pesa aproximadamente 40 kg. Tiene un contenido en grasa de 44% mínimo. Se conoce desde hace unos 2000 años.

## Fabricación
Las premisas que establece la AOC son muy rigurosas: los salers sólo se pueden fabricar durante el período en el que las vacas pacen hierba fresca en los pastos al aire libre, del 15 de abril al 15 de noviembre. La base alimenticia de las vacas no puede ser, en ningún caso, de hierba de cultivo. La leche utilizada tiene que ser cruda y entera, y tiene que estar recogida en un recipiente de madera específico llamado gerle.
El método de fabricación de este queso es el mismo que se sigue para la fabricación del Cantal, con algunas diferencias:
El salers es un queso obtenido del ordeño de un mismo rebaño, lo que implica que el queso se fabrica mañana y noche, inmediatamente después del ordeño. Este queso es el único queso francés con AOC procedente exclusivamente de granjas. No puede ser fabricado en centrales lecheras. La fabricación del queso debe realizarse inmediatamente después del ordeño para evitar que la leche se enfríe, lo que daría lugar a tener que recalentarla como se hace con el Cantal.
La maduración, en un molde específico debe durar, por lo menos, tres meses. El molde a utilizar está compuesto de tres partes:
- la base en forma de plato hondo
- la trenza, que es una placa de metal rectangular que va desde la base a la cabeza [cita requerida]
- la cabeza, parte superior del molde en la que se encuentran las asas que permiten el desplazamiento de los quesos.

Es, precisamente, este molde el que da forma al queso ya que, al presionar la pieza, la trenza se incrusta en el queso dándole el aspecto característico que identifica este queso.[cita requerida]
Es obligatorio ponerle una marca, ésta se pone en el momento en que el queso se introduce en el molde (45 kg) imprimiéndola en la parte de arriba:
- salers-salers, marca para todos aquellos quesos procedentes de otra raza distinta a las vacas de raza salers.
- tradition salers, marca para todos los quesos que proceden únicamente de vacas salers.

## Área de producción
El salers se produce en 137 municipios de Cantal y en algunos municipios de los departamentos vecinos de Corrèze, Aveyron y Puy-de-Dôme. Puede ser afinado también en un municipio de Haute-Loire.

## Degustación
La temporada de degustación más óptima va desde septiembre a marzo,[cita requerida] tras una maduración de nueve meses, aunque es indudable que es un queso excelente para consumir todo el año.
Es un queso que se puede consumir tras una maduración mínima de tres meses, pero esta maduración puede alargarse hasta 14 o 16 meses con lo que se obtendrá un queso más viejo.
En el transcurso de la maduración las características del queso van evolucionando, de un aroma rico y fragante pasa a convertirse en un queso de sabor mucho más pronunciado, a veces en detrimento de los primeros aromas.

## Denominación de origen
A nivel nacional, en Francia, el Salers es reconocido como appellation d'origine contrôlée (AOC) desde 1961, originalmente como Salers Haute Montagne, para distinguir su producción con la del Cantal. Posteriormente, en un decreto de 1979 se confirmó el reconocimiento pero se cambió la denominación a simplemente "Salers". Desde 1996, es una denominación de origen protegida (PDO) ante la Unión Europea. A nivel internacional, cuenta con registro como denominación de origen, conforme al Sistema de Lisboa, ante la Organización Mundial de la Propiedad Intelectual, desde el 20 de diciembre de 1967.